# Artyom Kuzin
Artyom Viktorovich Kuzin (tiếng Nga: Артём Викторович Кузин; sinh ngày 8 tháng 4 năm 1997) là một cầu thủ bóng đá người Nga. Anh thi đấu cho FSK Dolgoprudny.

## Sự nghiệp câu lạc bộ
Anh có màn ra mắt tại Giải bóng đá chuyên nghiệp quốc gia Nga cho FC Domodedovo Moskva vào ngày 9 tháng 4 năm 2017 trong trận đấu với F.K. Spartak Kostroma.